# Cantonul Soulaines-Dhuys
Cantonul Soulaines-Dhuys este un canton din arondismentul Bar-sur-Aube, departamentul Aube, regiunea Champagne-Ardenne, Franța.

## Comune
- La Chaise
- Chaumesnil
- Colombé-la-Fosse
- Crespy-le-Neuf
- Éclance
- Épothémont
- Fresnay
- Fuligny
- Juzanvigny
- Lévigny
- Maisons-lès-Soulaines
- Morvilliers
- Petit-Mesnil
- La Rothière
- Saulcy
- Soulaines-Dhuys (reședință)
- Thil
- Thors
- Vernonvilliers
- La Ville-aux-Bois
- Ville-sur-Terre